# Komitat Klein-Kokelburg
Das Komitat Kis-Küküllő, auch Komitat Klein-Kokelburg genannt (deutsch auch Komitat Klein-Kokel oder selten Komitat Kleinkokeln; ungarisch Kis-Küküllő vármegye, rumänisch Comitatul Târnava-Mică) war eine Verwaltungseinheit im Osten des Königreichs Ungarn. Verwaltungssitz war Dicsőszentmárton.
Heute liegt das Gebiet in Siebenbürgen in Rumänien.

## Lage und Allgemeines

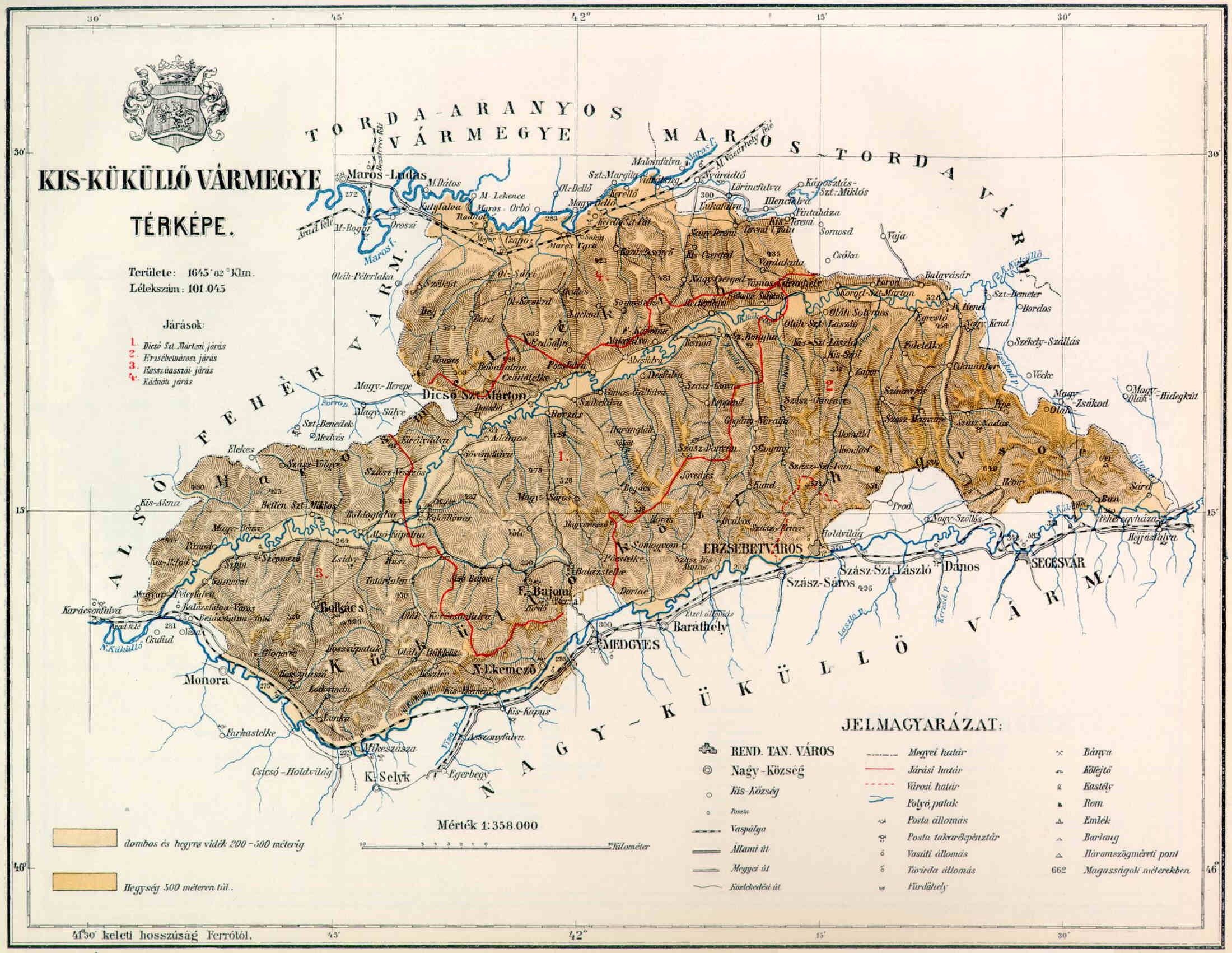
Karte des Komitats Klein-Kokelburg um 1890

Es grenzte an die Komitate Torda-Aranyos, Maros-Torda, Udvarhely, Groß-Kokelburg (Nagy-Küküllő) und Unterweißenburg (Alsó-Fehér).
Der Name Küküllő bzw. Kokelburg leitet sich von der Burg Kokelburg (Küküllővár; heute Cetatea de Baltă) ab, die im Mittelalter das administrative Zentrum des Vorgängerkomitats war. Namensgebend ist jedoch der das Komitat durchfließende Fluss Kleine Kokel (Kis-Küküllő, heute Târnava Mică).

## Geographie
Das gesamte Komitat ist durch seine Lage im Süden des Transsilvanischen Beckens sehr hügelig und wird vom namensgebenden Fluss Kleine Kokel (heute rumänisch Târnava Mică) und an der Südgrenze vom Fluss Große Kokel (heute rumänisch Târnava Mare) durchflossen. Auf Grund des dennoch milden Klimas gab es im Komitat eine blühende Landwirtschaft; auch der Handel und das Handwerk waren stark entwickelt.

## Geschichte

Karte des Komitats Kokelburg um 1770

Das Komitat Klein-Kokelburg entstand durch die Komitatsreform von 1876, als das vorher bestehende Komitat Kokelburg (ungarisch Küküllő vármegye) zusammen mit den benachbarten sächsischen Stühlen Mediasch, Schäßburg und Hermannstadt aufgelöst und in die Komitate Klein- und Groß-Kokelburg aufgeteilt wurde. Verwaltungssitz war zunächst Erzsébetváros (heute rumänisch Dumbrăveni), später wurde es Dicsőszentmárton (heute rumänisch Târnăveni).
Nach dem Ende des Ersten Weltkriegs kam das Gebiet infolge des Vertrags von Trianon (1920) zu Rumänien und bestand hier zunächst weiter als Județ (Kreis) Târnava-Mică. 1950 erfolgte eine Verwaltungsreform, bei der der Kreis Teil der Region Brașov wurde. Nach der Rückkehr zum Prinzip der Județe teilte man das Territorium des ehemaligen Komitats auf, wobei das Gebiet um Târnăveni dem Kreis Mureș, der Südwesten dem Kreis Alba und das Gebiet um Dumbrăveni dem Kreis Sibiu zugeordnet wurde.

## Bezirksunterteilung

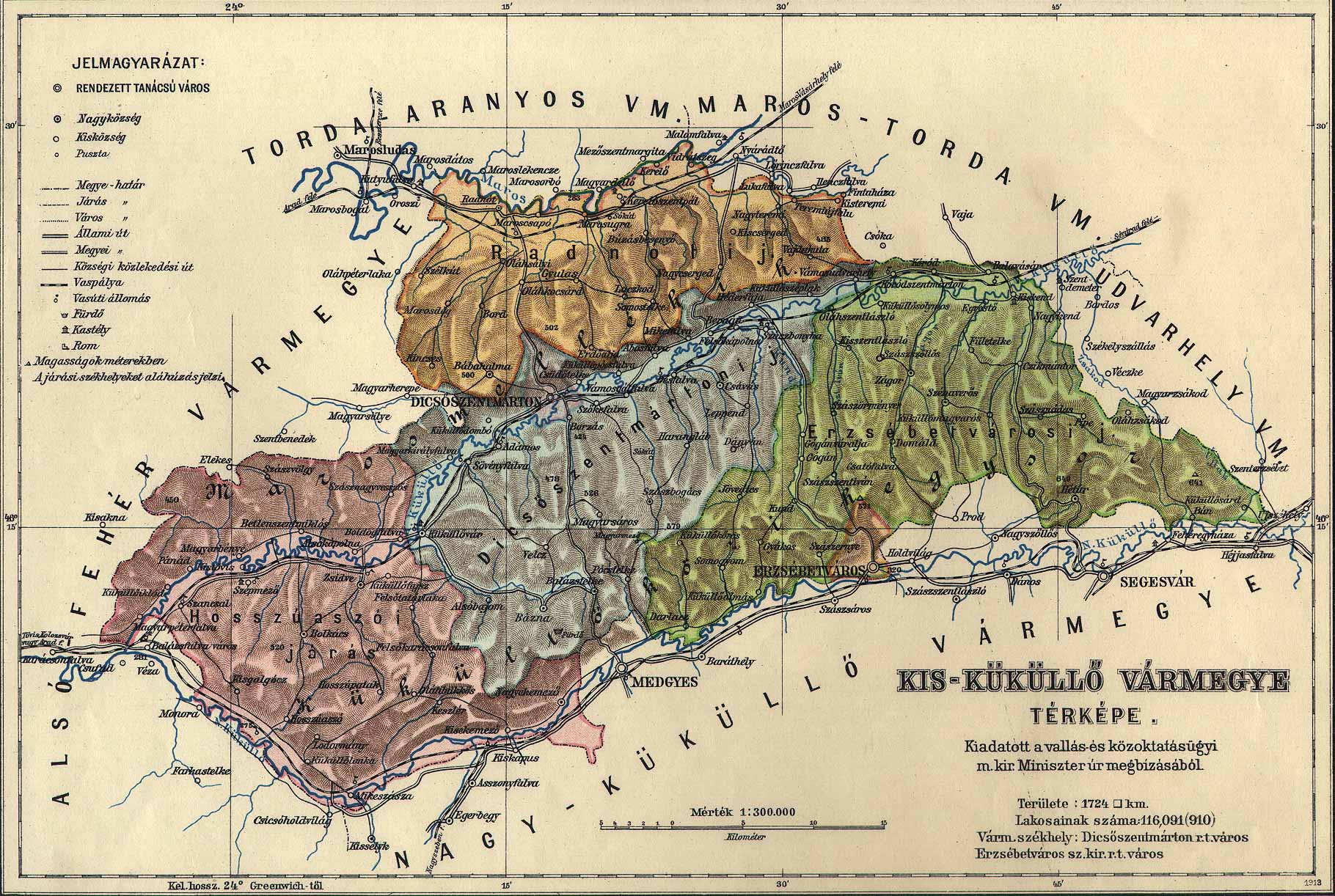
Administrative Karte

Das Komitat bestand im frühen 20. Jahrhundert aus folgenden Stuhlbezirken (nach dem Namen des Verwaltungssitzes benannt):
| Stuhlbezirke (járások)                   | Stuhlbezirke (járások)            |
| Stuhlbezirk                              | Verwaltungssitz                   |
| ---------------------------------------- | --------------------------------- |
| Dicsőszentmárton                         | Dicsőszentmárton, heute Târnăveni |
| Erzsébetváros                            | Erzsébetváros, heute Dumbrăveni   |
| Hosszúaszó                               | Hosszúaszó, heute Valea Lungă     |
| Radnót                                   | Radnót, heute Iernut              |
| Stadtbezirke (rendezett tanácsú városok) |                                   |
| Dicsőszentmárton, heute Târnăveni        |                                   |
| Erzsébetváros, heute Dumbrăveni          |                                   |

Alle Orte liegen im heutigen Rumänien.